# Fluazifop-P-butyl
Fluazifop-P-butyl ist eine chemische Verbindung aus der Gruppe der Aryloxyphenoxypropionate. Es ist der wirksamste Vertreter der Fluazifop-Herbizide.

## Gewinnung und Darstellung
Fluazifop-P-butyl kann durch eine mehrstufige Reaktion ausgehend von 3-Picolin durch Chlorierung und Fluorierung gewonnen werden.

## Verwendung
Fluazifop-P-butyl ist ein in den 1980er-Jahren von der japanischen Firma Ishihara Sangyo Kaisha entwickeltes selektives Nachauflauf-Herbizid zur Eindämmung ein- und mehrjähriger Unkräuter in Baumwolle, Soja, Steinobst, Spargel, Kaffee und anderen Kulturpflanzen. Es wird oft mit einem Öl-Adjuvans oder nichtionischem Tensid verwendet, um die Effizienz zu erhöhen. Es ist kompatibel mit einer Vielzahl von anderen Herbiziden und kann auch in Formulierungen mit anderen Produkten wie Fenoxapropethylester und Fomesafen angewendet werden. Es ist als ein emulgierbares Konzentrat, dessen technisches Produkt zum Teil auch das S-Isomer enthält. Fluazifop-P-butyl ist stabil unter neutralen und sauren, hydrolysiert aber rasch unter alkalischen Bedingungen. Die Wirkung beruht auf der Hemmung der Acetyl-CoA-Carboxylase. Dabei wird die Verbindung über die Blätter aufgenommen und in der Pflanze schnell zu Fluazifop-P hydrolysiert. Ähnlich wirken die abgeleiteten Verbindungen Fluazifop-ethyl und Fluazifop-methyl.
In den Staaten der EU sind keine Pflanzenschutzmittel zugelassen, die diesen Wirkstoff enthalten. In der Schweiz besteht eine Zulassung.